# Чемпіонат Європи з футболу 1988 (склади команд)/Італія

## Складзбірної ІталіїнаЧемпіонаті Європи 1988року
| №               | Гравець               | Клуб (у 1988) | Дата народження   | Вік      | Ігор                        | Голів                       |                             |
| Воротарі        | Воротарі              | Воротарі      | Воротарі          | Воротарі | Воротарі                    | Воротарі                    | Воротарі                    |
| --------------- | --------------------- | ------------- | ----------------- | -------- | --------------------------- | --------------------------- | --------------------------- |
| 1               | Вальтер Дзенга        | Інтер         | 28 квітня 1960    | 28       |                             |                             |                             |
| 12              | Стефано Такконі       | Ювентус       | 13 травня 1957    | 31       |                             |                             |                             |
| Захисники       |                       |               |                   |          |                             |                             |                             |
| 2               | Франко Барезі         | Мілан         | 8 травня 1960     | 28       |                             |                             |                             |
| 3               | Джузеппе Бергомі      | Інтер         | 22 грудня 1963    | 24       |                             |                             |                             |
| 4               | Роберто Краверо       | Торіно        | 3 січня 1964      | 24       |                             |                             |                             |
| 5               | Чіро Феррара          | Наполі        | 11 лютого 1967    | 21       |                             |                             |                             |
| 6               | Ріккардо Феррі        | Інтер         | 20 серпня 1963    | 24       |                             |                             |                             |
| 7               | Джованні Франчіні     | Наполі        | 3 серпня 1963     | 24       |                             |                             |                             |
| 8               | Паоло Мальдіні        | Мілан         | 26 червня 1968    | 19       |                             |                             |                             |
| 15              | Франческо Романо      | Наполі        | 25 квітня 1960    | 28       |                             |                             |                             |
| Півзахисники    |                       |               |                   |          |                             |                             |                             |
| 9               | Карло Анчелотті       | Мілан         | 10 червня 1959    | 29       |                             |                             |                             |
| 10              | Луїджі Де Агостіні    | Ювентус       | 7 квітня 1961     | 27       |                             |                             |                             |
| 11              | Фернандо Де Наполі    | Наполі        | 15 березня 1964   | 24       |                             |                             |                             |
| 13              | Лука Фузі             | Сампдорія     | 7 червня 1963     | 25       |                             |                             |                             |
| 14              | Джузеппе Джанніні     | Рома          | 20 серпня 1964    | 23       |                             |                             |                             |
| 17              | Роберто Донадоні      | Мілан         | 9 вересня 1963    | 24       |                             |                             |                             |
| Нападники       |                       |               |                   |          |                             |                             |                             |
| 16              | Алессандро Альтобеллі | Інтер         | 28 листопада 1955 | 32       |                             |                             |                             |
| 18              | Роберто Манчіні       | Сампдорія     | 27 листопада 1964 | 23       |                             |                             |                             |
| 19              | Руджиеро Ріццителлі   | Чезена        | 2 вересня 1967    | 20       |                             |                             |                             |
| 20              | Джанлука Віаллі       | Сампдорія     | 9 липня 1964      | 23       |                             |                             |                             |
| Головний тренер |                       |               |                   |          |                             |                             |                             |
| Італія          | Адзельйо Вічіні       |               | 20 березня 1933   | 55       | Середній вік гравців: 25,50 | Середній вік гравців: 25,50 | Середній вік гравців: 25,50 |
|                 |                       |               |                   |          |                             |                             |                             |

| Гравців національного чемпіонату: | Гравців національного чемпіонату: | 20    |
|                                   | Інтер, Мілан, Наполі              | по 4  |
|                                   | Сампдорія                         | 3     |
|                                   | Ювентус                           | 2     |
|                                   | Рома, Торіно, Чезена              | по 1  |
| Легіонерів:                       | Легіонерів:                       | немає |